# التیپینار، هایمانا
التیپینار، هایمانا (به لاتین: Altıpınar, Haymana) یک منطقهٔ مسکونی در ترکیه است که در استان آنکارا واقع شده‌است.